# Уинстенли, Алан
Алан Уинстенли (англ. Alan Kenneth Winstanley, род. 2 ноября 1952 года) — британский музыкальный продюсер, известный прежде всего работами, выполненными в союзе с Клайвом Лангером. Их тандем считался ведущей силой на британской рок-сцене второй половины 70-х годов и оказал заметное влияние на звучание новой волны. В числе самых известных работ Уинстенли — альбомы The Stranglers, Madness, Элвиса Костелло, The Teardrop Explodes.
Первую широкую известность продюсерскому дуэту Лангер-Уинстенли принёс дебютный альбом Madness One Step Beyond... (1979), за которым последовали Kilimanjaro (The Teardrop Explodes), Seven (Madness), Too-Rye-Ay (Dexys Midnight Runners), Punch the Clock и Goodbye Cruel World (Elvis Costello).
В середине 1980-х годов Лэнгер и Уинстенли изменили стиль: некоторые их работы, в частности, Easy Pieces (Lloyd Cole and the Commotion) и What Price Paradise (China Crisis) критиковались как сглаженные и глянцевые.
К концу десятилетия активность дуэта снизилась; практически он записал только два альбома группы Hothouse Flowers (People, 1988, Home, 1990). Затем вновь последовал творческий взлет: альбом Моррисси Bona Drag, несколько треков для его же Kill Uncle, синглы Элвиса Костелло и Тима Финна, Sixteen Stone группы Bush. В 2009 год Лэнгер и Уинстенли спродюсировали The Liberty of Norton Folgate, альбом-возвращение Madness.